# Artabasdus
Artabasdus (d. 743) a fost împărat bizantin între 741 și 743. El era ginerele lui Leon III. El a ajuns la putere după ce a uzurpat tronul de la Constantin V.
Artabasdus a fost numit guvernator al Armeniei de către Anastasiu II. După căderea lui Anastasiu, Artabasdus a făcut o alianță cu Leon, guvernatorul Anatoliei. După ce Leon a devenit împărat, Artabasdus s-a căsătorit cu fiica acestuia, Anna.
După devenirea lui Constantin V împărat, Artabasdus s-a revoltat, și după ce Constantin a fugit la Amorion, Artabasdus a devenit împărat. El a readus imperiul la ortodoxism, și, după câtva timp de la încoronare, și-a numit soția Augustă și fiul cel mare co-împărat.
În Mai 743, Constantin V a reînceput conflictul, învingându-l pe fiul lui Artabasdus, Nicetas, pe 2 noiembrie; mai târziu intrând în Constantinopol și orbindu-i în public pe Artabasdus și fii săi. Ei au fost forțați să intre în Mănăstirea Chora.
Cu soția sa, Anna, fiica lui Leon III, Artabasdus a avut nouă copii, printre care:
- Nicefor, co-împărat 742 - 743
- Nicetas, guvernator al Armeniei 742 - 743